# ليكسايد (ميزوري)
ليكسايد (بالإنجليزية: Lakeside)‏ هي مدينة أمريكية تقع في ولاية ميزوري. تبلغ مساحة هذه المدينة 1.7 (كم²)،ويبلغ عدد سكانها 0 نسمة حسب إحصاء سنة 2010 م 0.تشير إحصاءات سنة 2000م بأن الكثافة السكانية في هذه المدينة تقدر بـ(0) نسمة/كم2 